# Голл Бартлетт
Голл Бартлетт (англ. Hall Bartlett; 27 листопада 1922, Канзас-Сіті, Міссурі — 7 вересня 1993, Лос-Анджелес, Каліфорнія) — американський режисер, продюсер та сценарист.

## Життєпис
Народився 27 листопада 1922 року у Канзас-Сіті, штат Міссурі, в заможній родині. Закінчив Єльський університет, був членом Фі Бета Каппа. П'ять років служив у розвідці ВМС США. 1952 року дебютував як продюсер з документальним фільмом «Навахо», в якому висвітлювалося тяжке становище американських індіанців. Стрічка отримала дві номінації на премію Оскар — за найкращий документальний фільм та найкращу операторську роботу. 1953 року виступив як сценарист та продюсер спортивної драми «Божевільні ноги», заснованій на біографії футболіста Еміля Гірша, з ним же в головній ролі. 1955 року дебютував як режисер з кінодрамою «Той, що зірвався з ланцюга» (створена для фільму музична тема «Unchained Melody» вважається однією з найчастіше записуваних композицій двадцятого століття).
1957 року створив стрічку «Година Зеро!» за однойменним романом Артура Гейлі, яка 1980 року стала основою для фільму-пародії «Аероплан!». 1963 року випустив драму «Сторож» за участю Роберта Стека, Поллі Берген та Джоан Кроуфорд, за яку номінувався на премію Золотий глобус як найкращий режисер. 1964 року виступив продюсером комедії «Велика справа» з Бобом Гоупом та Мішель Мерсьє у головних ролях. 1971 року його фільм «Генерали піщаних кар'єрів», екранізація роману «Капітани піску» Жоржі Амаду, брав участь у конкурсній програмі 7-го Московського кінофестивалю. 1973 року створив фільм «Джонатан Лівінгстон, мартин» за однойменним романом Річарда Баха. 1978 року його фільм «Діти Санчеса», сценарій якого був створений Бартлеттом спільно з Чезаре Дзаваттіні за однойменним романом Оскара Льюїса, було включено до конкурсної програми 11-го Московського кінофестивалю. 1983 року створив телефільм «Кохання — це назавжди», в основу якого було покладено реальні події, коли австралійський журналіст Джон Еверінг врятував свою лаоську наречену, викравши її з під охорони армії Патет Лао.
Є автором романів «The Rest of Our Lives» (1988) та «Face to Face» (1993), опублікованих видавництвом «Random House».
Голл Бартлетт помер 7 вересня 1993 року у Лос-Анджелесі, Каліфорнія, в 70-річному віці.

## Особисте життя
1966 року Бартлетт одружився з акторкою та співачкою Рондою Флемінг. Шлюб завершився розлученням 1972 року. У 1978—1982 роках був одружений з венесуельською акторкою Лупітою Феррер. Цей шлюб також завершився розлученням. Третя дружина — акторка Лоїс Батлер, шлюб з якою тривав до її смерті 1989 року.

## Фільмографія
- 1952 — Навахо (документальний) / Navajo (продюсер)
- 1953 — Божевільні ноги / Crazylegs (сценарист, продюсер)
- 1955 — Той, що зірвався з ланцюга / Unchained (режисер, сценарист, продюсер)
- 1957 — Дранго / Drango (режисер, сценарист, продюсер)
- 1957 — Година зеро! / Zero Hour! (режисер, сценарист, продюсер)
- 1960 — Всі молоді люди / All the Young Man (режисер, сценарист, продюсер)
- 1963 — Сторож / The Caretakers (режисер, сценарист, продюсер)
- 1964 — Велика справа (Тато-плейбой) / A Global Affair (продюсер)
- 1968 — Сол Мадрид / Sol Madrid (продюсер)
- 1969 — Зміни / Changers (режисер, сценарист, продюсер)
- 1971 — Генерали піщаних кар'єрів / The Sandpit Generals (режисер, сценарист, продюсер)
- 1973 — Джонатан Лівінгстон, мартин / Jonathan Livingston Seagull (режисер, сценарист, продюсер)
- 1978 — Діти Санчеса / The Children of Sanchez (режисер, сценарист, продюсер)
- 1983 — Кохання — це назавжди (телефільм) / Love Is Forever (режисер, сценарист, продюсер)